# Лицарі Круглого столу

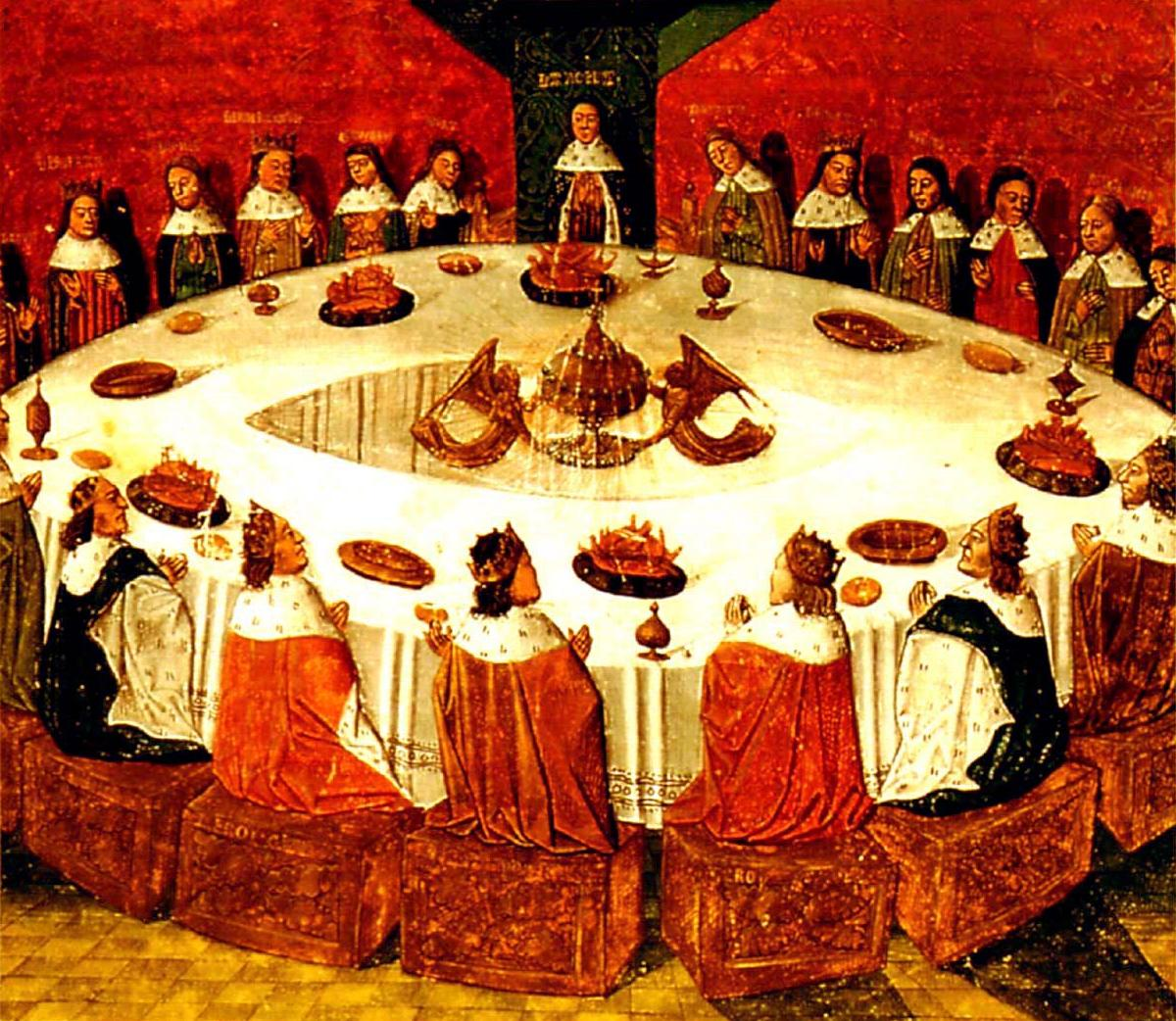
Король Артур і його лицарі за круглим столом

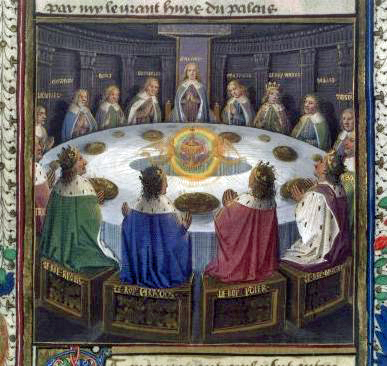
Лицарі Круглого Столу і Святий Грааль. Картина XV століття

Лицарі Круглого столу, або лицарі короля Артура, — персонажі британського епосу про короля Артура та пізніших лицарських романів і фентезі. За деякими легендами, число лицарів становило до 150 осіб. Деякі з лицарів, можливо, мали історичні прототипи.

## Список лицарів

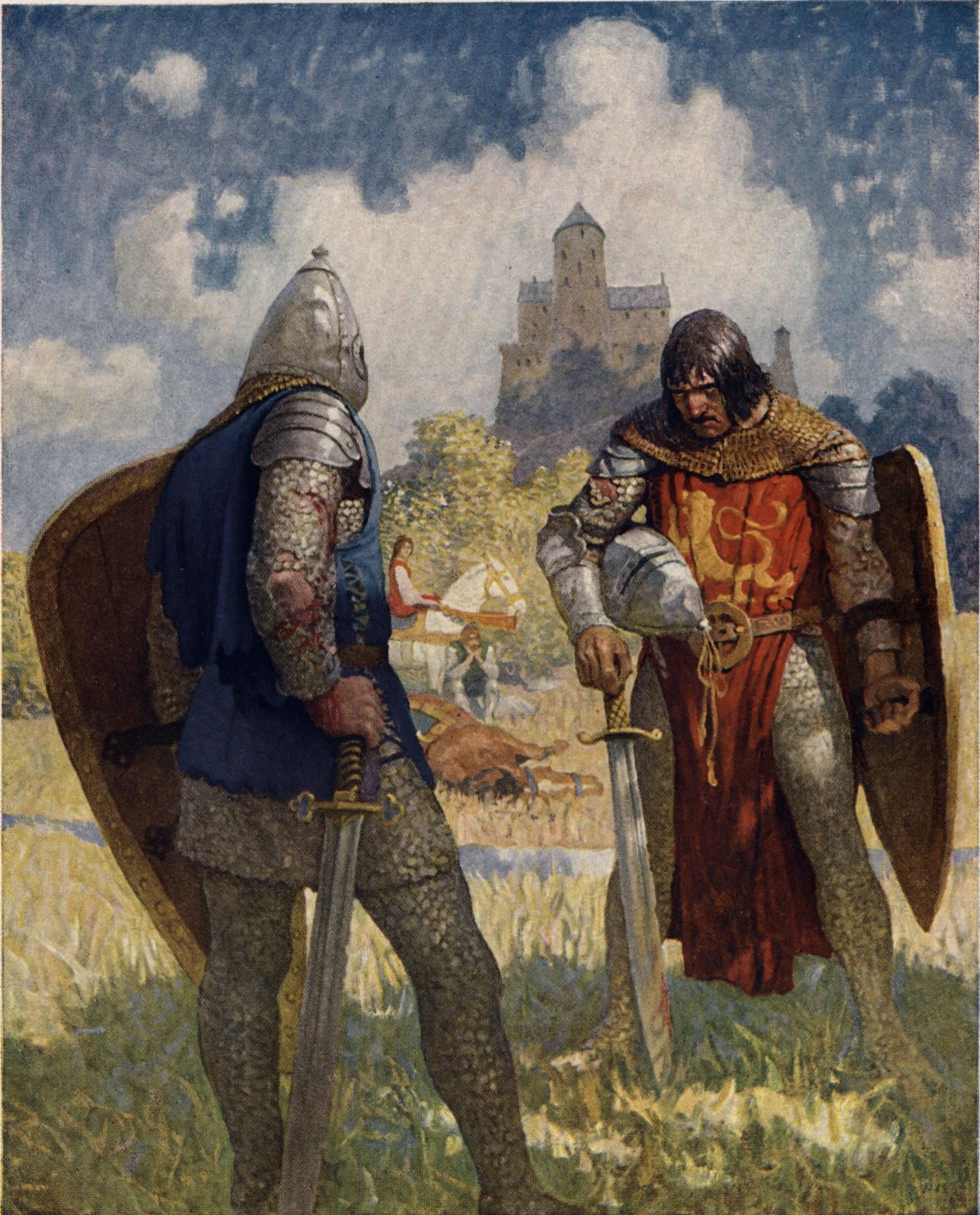

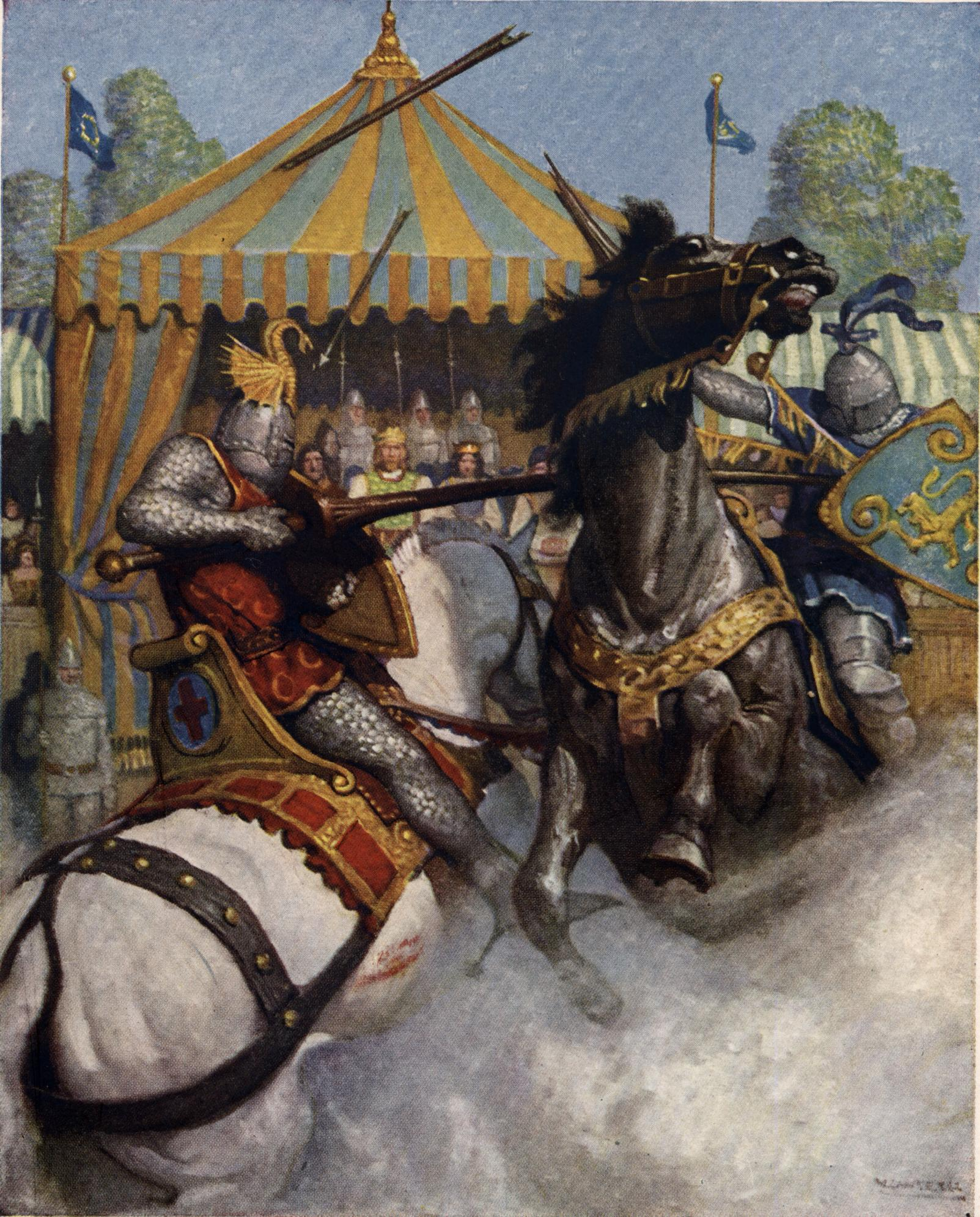

## Круглий стіл

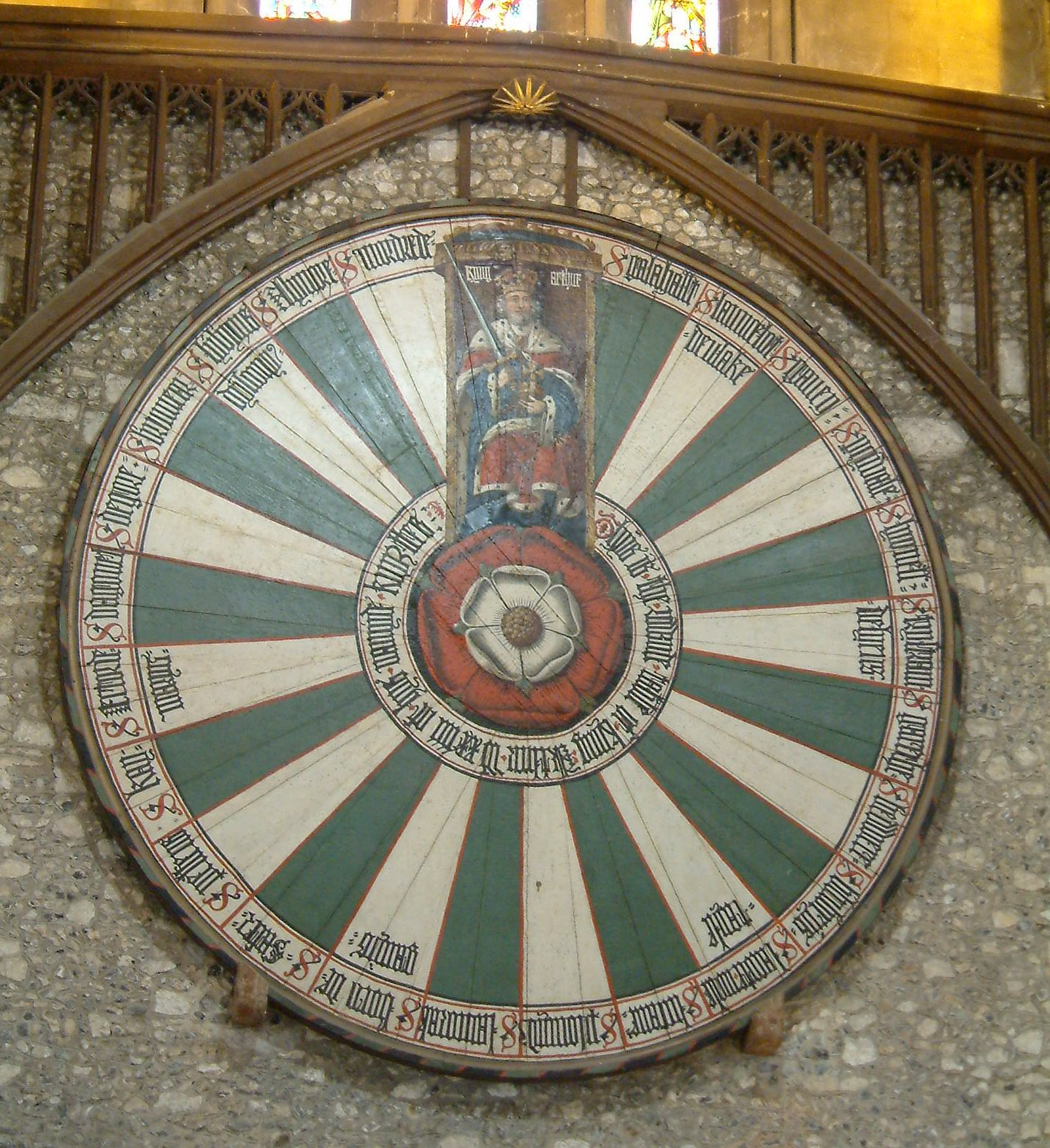
Круглий стіл у Вінчестері